# Xandria
Xandria — немецкая музыкальная группа, исполняющая музыку в жанре симфоник-метал.

## История
Музыкальная группа была основана в 1994 году в Германии, в городе Билефельд гитаристом и вокалистом Марко Хойбаумом. После распада в 1997 году, коллектив в новом составе продолжил существование с 2000 года. Музыка того времени комбинирует элементы симфонического рока и симфонического металла с лёгкими электронными элементами.
После нескольких демонстрационных версий и успеха на различных MP3 порталах, в 2003 году группа выпустила первый альбом под названием «Kill the Sun», который достиг 98-го места в немецких музыкальных чартах. Последовавший за ним альбом «Ravenheart» продержался в чартах 7 недель и достиг 36-го места. В 2005 году группа выпустила свой третий альбом «India», звучание которого ориентировано в сторону симфонического металла. 14 декабря 2006 года группа начинает запись своего четвёртого альбома «Salomé — The Seventh Veil», релиз которого состоялся 25 мая 2007 года.
30 апреля 2008 года Лиза Миддельхауфе покинула коллектив, ссылаясь на личные причины и дискомфорт в роли лидера группы. В феврале 2009 года было объявлено, что Керстин Бишоф (ex-Laconia) стала новой вокалисткой Xandria. Однако, после года в группе, Керстин решила покинуть коллектив.
7 декабря 2010 года группа опубликовала следующее сообщение:

«Мы нашли новую вокалистку, но пока сохраним имя в тайне. Поиски были долгими, но оно того стоило! Она как раз та, кого мы и искали! Мы представим её 20 декабря на нашем официальном сайте, а сейчас уже с ней продолжим работу над альбомом, так что надеемся отправиться в студию для его записи в новом году настолько быстро, насколько это будет возможно».
20 декабря группа представила новую вокалистку. Ею стала Мануэла Краллер, ранее работавшая с группой Haggard.
В феврале того же года вышел альбом Neverworld’s End, получивший положительные оценки критиков. В это время группа снова поменяла звучание: на этот раз стилем вышедшего альбома стал симфо-пауэр-метал.
17 июля 2012 года на официальной странице группы в Facebook было объявлено, что группу покинул басист Нильс Миддельхауфе. Музыкант покинул коллектив, как и Лиза, по личным причинам. Xandria приступила к поискам достойной замены, и они увенчались успехом: 5 февраля 2013 года группа объявила о том, что новым басистом группы стал 32-летний Стивен Вуссов.

«Мы очень рады, что нашли того, кого искали за месяцы прослушиваний и очень рады, что нашу дальнейшую работу по записи и выступлениям мы будем проводить вместе со Steven’ом».
25 октября 2013 года группа объявила на своём официальном сайте, что Мануэла покинула группу, так как «решила продолжить свой музыкальный путь в другой обстановке, попробовать другие жанры». Новой вокалисткой группы стала 28-летняя Диана ван Гирсберген из Нидерландов, ранее работавшая с нидерландской группой Ex Libris (Диана будет продолжать работу в обеих группах).
В 2014 году выходит альбом Sacrificium, по стилю совпадающий с предыдущим альбомом группы. Годом позже свет увидел мини-альбом Fire & Ashes, в который вошли три новые песни, два кавера и две перезаписанные с вокалом Дианы и новой аранжировкой песни.
Группа начала 2017 год выпуском нового альбома Theater of Dimensions, для продвижения которого был анонсирован концертный тур Tour of Dimensions, а также первый хэдлайн-тур по Северной Америке. Но вскоре группа отменила несколько концертов, в том числе выступления в США и России с обещанием вернуться чуть позже. Вместе с этим было опубликовано объявление о том, что Диана не сможет какое-то время выступать с группой, поэтому следующие концерты тура будут отыграны с Эвой Морелль из группы Aeverium. Днём позже на своей страничке в Facebook Диана опубликовала пост с объявлением ухода из группы.
В 2022 году группа радикально обновила состав, её покинули все оставшиеся участники, кроме основателя Марко Хойбаума, и после этого был представлен новый состав из вокалистки Амбре Вурвахис, гитариста Роба Клавонна, басиста Тима Шварца и барабанщика Димитриоса Гациоса, а также был выпущен сингл под названием Reborn. 3 февраля 2023 года группа этим составом выпустила альбом The Wonders Still Awaiting.

## Состав группы
- Марко Хойбаум (1997—настоящее время) — гитара, клавишные, вокал
- Амбре Вурвахис (2022—настоящее время) — вокал
- Роб Клавонн (2022—настоящее время) — гитара
- Тим Шварц (2022—настоящее время) — бас-гитара
- Димитриос «Таки» Гациос (2022—настоящее время) — ударные

### Бывшие участники
- Диана ван Гирсберген (2013—2017) — вокал
- Мануэла Краллер (2010—2013) — вокал
- Нильс Миддельхауфе (2004—2012) — бас-гитара
- Филип Рестемайер (2001—2022) — гитара
- Стивен Вуссов (2013—2022) — бас-гитара
- Герит Ламм (1997—2022) — ударные
- Керстин Бишоф (2009—2010) — вокал
- Лиза Миддельхауфе (2000—2008) — вокал, фортепиано
- Роланд Крюгер (1999—2004) — бас-гитара
- Андреас Маске (2000—2001) — гитара
- Йенс Беккер (1999—2000) — гитара
- Ники Вельц (1994—1997) — ударные
- Андреас Личель (1996—1997) — клавишные
- Мануэль Финке (1996—1997) — гитара
- Хольгер Фестер (1997) — бас-гитара
- Николь Тобин (1997) — вокал

## Дискография

### Альбомы
- 2003 — Kill the Sun
- 2004 — Ravenheart
- 2005 — India
- 2007 — Salomé — The Seventh Veil
- 2012 — Neverworld's End
- 2014 — Sacrificium
- 2017 — Theater Of Dimensions
- 2023 — The Wonders Still Awaiting

### Мини-альбомы
- 2015 — Fire & Ashes
- 2024 - Universal Tales

### Демо
- 1997 — Xandria
- 2000 — Kill The Sun

### Сборник
- 2008 — Now & Forever — Best of Xandria (CD + DVD)

### Синглы
- 2003 — Kill The Sun
- 2004 — Ravenheart
- 2004 — Eversleeping
- 2005 — In Love With The Darkness
- 2007 — Save My Life
- 2007 — Sisters Of The Light (vs. Jesus on Extasy
- 2012 — Valentine
- 2014 — Nightfall
- 2017 — We Are Murderers (We All)
- 2017 — Call of Destiny
- 2022 — Reborn
- 2022 - You Will Never Be Our God (ft. Ralf Scheepers)
- 2022 - Ghosts
- 2022 - The Wonders Still Awaiting
- 2023 - Two Worlds
- 2023 - My Curse Is My Redemption
- 2023 - Your Stories I'll Remember
- 2024 - Universal
- 2024 - No Time To Live Forever

### Видеоклипы
- Ravenheart
- Eversleeping
- Save My Life
- Valentine (2012)[6]
- Nightfall (2014)[7]
- Call of Destiny (2017)[8]
- Queen Of Hearts Reborn (2017)
- Reborn (2022)
- You Will Never Be Our God (ft. Ralf Scheepers) (2022)
- Ghosts (2022)
- The Wonders Still Awaiting (2022)
- Two Worlds (2023)
- My Curse Is My Redemption (2023)
- Your Stories I'll Remember (2023)
- Universal (2024)
- No Time To Live Forever (2024)
- 200 Years (2024)